# Voltei pra Você
Voltei pra Você é uma telenovela brasileira produzida e exibida pela TV Globo de 10 de outubro de 1983 a 16 de março de 1984, em 140 capítulos. Substituiu Pão-Pão, Beijo-Beijo e foi substituída por Amor com Amor Se Paga sendo a 27ª "novela das seis" exibida pela emissora.
Escrita por Benedito Ruy Barbosa, com colaboração de Edmara Barbosa, dirigida por Gonzaga Blota, Ary Coslov, Atílio Riccó e Jayme Monjardim e com direção geral de Gonzaga Blota. É a continuação da telenovela Meu Pedacinho de Chão.
Contou com Paulo Castelli, Cristina Mullins, Castro Gonzaga, Nelson Xavier, Paulo Figueiredo, Leonardo Villar e Neuza Amaral nos papéis principais.

## Sinopse
Pedro das Antas (Paulo Castelli), filho de pais falecidos, e Liliane (Cristina Mullins), filha do coronel Epaminondas Napoleão (Castro Gonzaga), são amigos de infância.
O moço, após passar dez anos de estudo em Belo Horizonte, volta à terra natal e descobre que as terras do coronel, na verdade, haviam sido tomadas de sua família.
A partir daí, estabelece-se um dilema: o rapaz precisa reaver o que é seu de direito, mas, ao mesmo tempo, apaixona-se pela filha do fazendeiro.

## Elenco
| Ator / Atriz      | Personagem                                       |
| ----------------- | ------------------------------------------------ |
| Cristina Mullins  | Liliane Napoleão (Pituca)                        |
| Paulo Castelli    | Pedro Lopes Pereira (Pedro das Antas / Serelepe) |
| Paulo Figueiredo  | Dr. Camargo                                      |
| Castro Gonzaga    | Coronel Epaminondas Napoleão                     |
| Nelson Xavier     | Zelão                                            |
| Elizângela        | Lucinha                                          |
| Leonardo Villar   | Delegado Rubens (dr. Delega)                     |
| Neuza Amaral      | Maruca                                           |
| Ruy Rezende       | Curió                                            |
| Maria Alves       | Dona Paciência                                   |
| Osmar Prado       | Joãozito                                         |
| Thaís de Campos   | Vivinha                                          |
| André de Biase    | Netinho                                          |
| Gilberto Martinho | Januário                                         |
| Ana Ariel         | Nena                                             |
| Percy Aires       | Padre Santos                                     |
| Denise Dumont     | Maraísa                                          |
| João Signorelli   | Vado                                             |
| Cosme dos Santos  | Tuim                                             |
| Íris Nascimento   | Branca                                           |
| Solange Couto     | Gisa                                             |
| Felipe Carone     | Neno                                             |
| Íris Bruzzi       | Clotilde                                         |
| Carmem Monegal    | Dra. Walkíria                                    |
| Dênis Derkian     | Dudu                                             |
| Joyce de Oliveira | Dona Amália                                      |
| Germano Filho     | Seu Agildo                                       |
| Maria Lúcia Dahl  | Regina / Gigi Piquet                             |
| Tony Vermont      | Libório (Jaburu)                                 |
| Raphael Alvarez   | Menino adotado pelo Padre Santos                 |
| Márcia Porto      | Rita                                             |
| Cláudio Corazza   | Fernando                                         |
| Carlos Duval      |                                                  |
| Paulo Pinheiro    |                                                  |

## Produção
A trama foi gravada quase que inteiramente na cidade de São João del-Rei, em Minas Gerais.
Benedito Ruy Barbosa trouxe de volta seis personagens da sua novela Meu Pedacinho de Chão, apresentada em 1971 pela TV Globo e pela TV Cultura. Eram Serelepe, Pituca, Zelão, Tuim, coronel Epaminondas e padre Santo, numa nova trama. A história inicia-se com o retorno de Serelepe e Pituca (Paulo Castelli e Cristina Mullins), já adultos - eles eram crianças em Meu Pedacinho de Chão, interpretados por Ayres Pinto e Patrícia Aires, respectivamente.
Castro Gonzaga e Percy Aires reviveram os mesmos personagens que interpretaram em 1971 (coronel Epaminondas e padre Santo, respectivamente), enquanto Maurício do Valle, o Zelão da novela original, foi vivido por Nelson Xavier em Voltei pra Você.
As gravações externas ocorreram na cidade mineira de São João del-Rei, para a divulgação do trabalho da Fundação Roberto Marinho no restauro de obras e monumentos artísticos da cidade, mostrada como ponto turístico e cultural na trama, o autor Benedito Ruy Barbosa ficou dez dias na cidade. Outro local de gravações foi em uma fazenda do estado do Rio de Janeiro.
A abertura popularizou o tênis Kids, moda na década de 1980.

## Exibição

### Outras Mídias
Foi disponibilizada a partir de 24 de junho de 2024 no Globoplay através do Projeto Fragmentos, que visa resgatar obras incompletas cujos capítulos foram perdidos em incêndios ou no processo de substituição de mídias físicas por questões econômicas. Foram disponibilizados seis capítulos: 01, 02, 70, 71, 139 e 140. Por conta do mau estado de conservação, o capítulo 71 possui uma falha onde permanece apenas com o áudio das cenas devido a perda das imagens, durando dois minutos. Como esclarecimento aos assinantes, há um slide informativo no quadro defeituoso.

## Recepção
A telenovela não chegou a fazer o mesmo sucesso que as novelas anteriores do mesmo autor no horário das seis, Cabocla, de 1979, e Paraíso, de 1982, porém teve média de 36 pontos, cumprindo a meta que era de 35.
Apesar de ter atingido a meta de audiência a telenovela passou despercebida, de acordo com a Cristina Mullins: “É uma daquelas novelas que a gente faz e ela não acontece, ainda que a gente se dedique. Não guardei uma memória dela. ‘Voltei Pra Você‘ foi uma novela estranha”. O próprio autor da novela a detesta e afirma que "ficou bêbado" para concluir a telenovela.

## Trilha sonora

### Nacional
1. "Guerreiro Menino (Um Homem Também Chora)" - Fagner (tema de Camargo)
2. "Noite do Prazer" - Brylho (tema de Vado)
3. "Nós Dois" - Marcelo
4. "Da Fazenda" - Fátima Guedes (tema de locação: São João del-Rei)
5. "Até Pensei" - Olívia Hime (tema de Pedro e Liliane)
6. "Voltei pra Você" - João Paulo (tema de abertura)
7. "Água Ardente" - Byafra
8. "Sensual" - Roupa Nova (tema de Vivinha)
9. "Emoções" - Marina Lima (tema de Pedro e Liliane)
10. "Eu e Ela" - Dudu França (tema romântico geral)
11. "Terras de Minas" - Filó (tema de locação: São João del-Rei)
12. "Cavaleiro do Rio Seco" - Denise Emmer (tema de locação: fazenda do Rio de Janeiro)

### Internacional
1. "A Song For You" - John Miles (tema de Pedro)
2. "I Am Love" - Jennifer Holiday (tema de Vivinha)
3. "Reggae Nights" - Jimmy Cliff (tema de locação: São João del-Rei)
4. "You Don't Have To Say You Love Me" - Wall Street Crash
5. "Body Work" - Hot Streak
6. "Show Her" - Ronnie Milsap (tema de Vado e Walkíria)
7. "Searchin' (I Gotta Find a Man)" - Hazell Dean
8. "Make Believe… It's Your First Time" - Carpenters (tema de Pedro e Liliane)
9. "When Will I See You Again" - Magdalayna
10. "Could It Be Right" - Earth, Wind & Fire (tema de Camargo)
11. "Till I Can't Take Love No More" - Eddy Grant
12. "Dividersi I Resti (Trocando Em Miúdos)" - Olívia Hime (tema de Liliane)
13. "Hold The Night" - Night Force
14. "Every Breath You Take (The Police) / Moonlight Shadow" - Green Lights (tema de locação: São João del-Rei)